# Тога (остров)
Тога (на езика Бислама Toga) е остров включен в състава на Република Вануату. Намира се до остров Ло в архипелага Нови Хебриди Тихи океан. Той е най-южният остров на провинция Торба.
Островът достига на дължина 6 km, а на ширина – 4,5 km. Населението на Тога наброява между 250 – 300 души, което го прави най-населения от островите Торес